# Bataille de Maungdaw
Guerre civile de 2021-2023 en Birmanie
Batailles
- Conflit armé birman
- Coup d'État de 2021 en Birmanie
- Manifestations de 2021-2022 en Birmanie
  - Mort de Mya Thwe Thwe Khine (en)
  - Mort de Kyal Sin (en)

Théâtres :
- Chin (en)
- Zone sèche (en)
- État de Rakhine (en)

Violences et affrontements précoces :
- Tentative d'assassinat de Bai Yingneng (en)
- Alaw Bum
- Kalay
- Thapyayaye
- Taze (en)
- Naungmon (en)
- Thaw Le Hta
- Mindat (en)
- Muse (en)
- Mandalay (en)
- Myin Thar (en)
- Myawaddy (en)
- Route nationale 8
- 1re Loikaw (en)
- 1re Demoso

Campagne de 2021-2022 :
- Kachinthay (en)
- Lay Kay Kaw (en)
- Hnan Khar (en)
- Rivière Chindwin (en)
- 2e Demoso (en)
- 2e Loikaw (en)
- Thantlang
- Pekon (en)
- Khin-U (en)
- Assassinat de Ohn Thwin
- Kawkareik
- Ti Bwar

Campagne de 2023 :
- Konarpara (en)
- Mese (en)
- Shwe Kokko
- Kanaung
- Taungthaman (en)

Offensives de fin 2023-2025 :
- 1027
  - Chinshwehaw (en)
  - Namhsan (en)
  - Laukkai
  - Kaladan
  - Lashio
- 3e Loikaw (en)
  - 1107
- Kyindwe (en)
- Kachin (en)
  - Bhamo (en)
- Myawaddy
- Rakhine
  - Ann
  - Maungdaw
- Confrérie Chin (en)
  - Falam
- Assassinat d'Ashin Munindabhivamsa (en)
- Budalin
- Myingyan (en)
- Ngape (en)
- Katha (en)

Massacres et meurtres :
- Hlaingthaya
- Pégou
- Tabayin (en)
- Mo So
- Mon Taing Pin (en)
- Let Yet Kone
- Meurtre de Saw Tun Moe
- Hpakant
- Tar Taing
- Pazigyi
- Pinlaung
- Laiza
- Buthidaung
- Byian Phyu

La bataille de Maungdaw débute le 21 mai 2024 lorsque l'Armée d'Arakan (AA) lance son offensive dans le canton de Maungdaw. La campagne dure environ six mois et aboutit finalement à la prise du canton le 8 décembre 2024, s'assurant ainsi le contrôle total des 271 kilomètres de la frontière avec le Bangladesh.

## Contexte
Maungdaw est une ville clé du nord de l'État de Rakhine, à la frontière avec le Bangladesh, où la communauté rohingya est majoritaire. Avant la bataille, l'armée birmane contrôle plusieurs avant-postes à Maungdaw, principalement par l'intermédiaire des gardes-frontières.

## Bataille
Le conflit commence sérieusement le 21 mai, lorsque l'Armée d'Arakan lance une offensive à grande échelle ciblant la ville de Maungdaw,. L'assaut initial se concentre sur deux quartiers généraux clés de la police des gardes-frontières à la périphérie de la ville : le bataillon n°4 dans le village de 4th Mile et le bataillon n°5 dans le quartier de Myothugyi. Les troupes de l'AA avancent de plusieurs directions, encerclant la ville et engageant les forces de la junte dans un combat intense,. Le premier jour, les avions de la junte mènent des frappes aériennes avant l'aube sur les villages voisins, y compris Shwe Baho et Bawdhikone, pour perturber les mouvements de l'AA, bien que ces frappes causent également des pertes civiles et ne réussissent pas à arrêter l'avancée des rebelles.
En juin, l'AA a intensifié ses opérations, lançant un avertissement d'évacuation aux 20 000 civils restants de Maungdaw le 16 juin, les exhortant à partir avant 21 h 0, alors qu'elle se prépare à attaquer le centre administratif de la ville. Les troupes de la junte, s'attendant à des combats de rue, renforcent les routes et les habitations en érigeant des barricades et des positions défensives. Elles font également appel à des recrues rohingyas nouvellement formées, ainsi qu'à des soldats réguliers. Cependant, l'approche multidimensionnelle de l'AA submerge les défenses, capturant tous les camps de la junte dans le canton environnant fin juin, isolant ainsi le canton de Maungdaw lui-même,.
Les combats s'intensifient en août, avec un affrontement notable de trois jours, du 24 au 26 août 2024. L'AA rapporte avoir tué plus de 100 soldats de la junte et en avoir capturé des dizaines, dont des membres de milices musulmanes affiliées à la junte, durant cette période. Les rebelles concentrent leurs attaques sur les quelques positions restantes de la junte, utilisant des assauts terrestres coordonnés appuyés par des armes capturées. Les habitants notent que le dernier bastion important de la junte dans le canton est alors le poste de garde-frontière n°1, bien que celui-ci soit lui aussi tombé sous la forte pression de l'AA. L'AA affirme qu'il ne reste que quelques positions défensives, prédisant leur effondrement imminent.
La phase décisive de la bataille se déroule entre octobre et décembre 2024, se concentrant sur le poste de garde-frontière n°5 (BGP5), une base fortement fortifiée de 20 hectares située juste à l'extérieur de Maungdaw. L'AA lance le siège du BGP5 le 14 octobre, affrontant plus de 700 membres de la junte, dont des policiers, des soldats et des milices rohingyas de groupes comme l'Armée des rohingyas d'Arakan (ARA), l'Armée du salut des Rohingya de l'Arakan (ARSA) et l'Organisation de solidarité avec les rohingyas (en) (RSO). La junte a renforcé la base avec de profonds fossés remplis de pointes, plus de 1 000 mines terrestres, des bunkers et des bâtiments renforcés, créant ainsi un formidable réseau défensif. L'avancée de l'AA est lente et coûteuse, les combattants creusant des tranchées pour se mettre à couvert sous les frappes aériennes et les tirs d'artillerie incessants de la junte.
Tout au long du siège, l'armée de l'air birmane bombarde Maungdaw et largue des vivres au BGP5 la nuit, mais ces efforts s'avèrent insuffisants pour soutenir les défenseurs. Début décembre, les troupes de la junte à l'intérieur du BGP5 sont apparemment démoralisées, manquant de soins médicaux pour leurs blessures et s'épuisant en ressources malgré d'abondantes réserves de riz.
Le 7 décembre 2024, les forces de l'AA percent les défenses extérieures après 55 jours de combats incessants, exploitant les faiblesses causées par l'isolement prolongé de la base. Le lendemain, le 8 décembre, l'AA envahit le BGP5, capturant des centaines de membres du régime, dont le général de brigade Thurein Tun (en), commandant de l'avant-poste, appréhendé alors qu'il tente de fuir. Des vidéos montrent des soldats de la junte se rendant en mauvais état, de nombreux blessés et agitant des vêtements blancs, tandis que les combattants de l'AA documentent d'importantes caches d'armes et de munitions saisies dans la base. La chute du BGP5 marque la fin de la bataille, l'AA déclarant le contrôle total de la ville et des 271 kilomètres de frontière entre la Birmanie et le Bangladesh le 9 décembre 2024,,.

## Conséquences
La bataille prend fin le 8 décembre 2024, lorsque l'Armée d'Arakan s'empare du bataillon n°5 de la police des gardes-frontières (BGP5), dernier bastion de la junte militaire birmane dans le canton de Maungdaw, dans l'État de Rakhine. Le 9 décembre, l'Armée d'Arakan déclare contrôler totalement le canton de Maungdaw et les 271 kilomètres de frontière entre la Birmanie et le Bangladesh.
La sécurisation de la frontière avec le Bangladesh renforce la position stratégique de l'AA en lui permettant d'accéder aux routes commerciales et aux négociations potentielles avec les pays voisins,,.